# ارتعاش

حرکت هارمونیک ساده جرم فنر

ارتعاش، نوسان مکانیکی حول یک نقطه تعادل است. ارتعاش ممکن است مانند حرکت آونگ متناوب (تکرار شونده) باشد یا مانند حرکت چرخ خودرو روی مسیر ناهموار تصادفی باشد.

## انواع
ارتعاش آزاد: زمانی اتفاق می‌افتد که یک سیستم مکانیکی با یک ورودی ابتدایی به نوسان در می‌آید و سپس اجازه داده می‌شود تا آزادانه نوسان کند. مثالی از این نوع نوسان عقب کشیدن یک تاب و رها کردن آن است تا آزادانه نوسان کند.
یک سیستم مکانیکی در یک یا تعداد بیشتری از فرکانس‌های طبیعی خود نوسان کرده و آنقدر تضعیف می‌شود تا اینکه کاملاً متوقف شود.
ارتعاش واداشته: زمانیکه یک آشفتگی متغیر با زمان (نیرو، جابجایی یا سرعت) در سیستم مکانیکی اعمال شود اتفاق می‌افتد. این آشفتگی می‌تواند دوره‌ای تکرار شده و ورودی پایدار داشته باشد یا یک ورودی گذرا با آشفتگی کاملاً تصادفی باشد. ورودی دوره ای می‌تواند هارمونیک یا غیرهارمونیک باشد. از مثال‌های این نوع ارتعاش می‌توان به یک ماشین لباسشویی که به دلیل نامیزانی ارتعاش می‌کند اشاره کرد.
در سیستم‌های خطی فرکانس پاسخ ارتعاش حالت-پایدار ناشی از ورودی دوره ای هارمونیک مساوی است با فرکانس نیرو یا حرکت وارد شده، که در آن بزرگی پاسخ به سیستم مکانیکی بستگی دارد.
ارتعاش میرا: زمانیکه انرژی یک سیستم در حال ارتعاش توسط اصطکاک یا سایر نیروی‌های مقاوم به مرور تضعیف می‌شود، گفته می‌شود که این ارتعاش میرا است. ارتعاشات در این حالت به مرور کاهش یافته یا فرکانس و شدت آن عوض می‌شود و نهایتاً سیستم در حالت تعادل ساکن می‌شود. مثالی از این نوع ارتعاش سیستم تعلیق خودرو است که در آن ارتعاش توسط ضربه گیرها جذب می‌شود.

## آزمایش ارتعاش
آزمایش ارتعاش معمولاً با اعمال یک تابع نیرو به سازه، معمولاً با نوعی شیکر یا لرزاننده انجام می‌شود. آزمایش ارتعاش برای بررسی پاسخ یک سازه یا دستگاه تحت آزمایش به یک محیط ارتعاشی تعریف شده و معین، انجام می‌شود.
برای اعمال نیروی فرکانس پایین معمولاً از لرزاننده‌های سرووهیدرولیکی (الکتریکی-هیدرولیکی) استفاده می‌شود. برای فرکانس‌های بالا از لرزاننده‌های الکترودینامیک استفاده می‌شود.
متداول‌ترین انواع آزمایش‌های ارتعاش اعمال شده در آزمایشگاه‌ها معمولاً ارتعاشات سینوسی و تصادفی هستند.

با اینکه در حقیقت ارتعاشات در تمام محورها همزمان وارد می‌شود اما در آزمایشگاه معمولاً ارتعاشات هر محور جداگانه و تک به تک مطالعه می‌شود.
| در این جدول مودهای ارتعاشی مختلف یک تیر یک سردرگیر نشان داده شده‌اند. مودهای دیگری نیز وجود دارند که در آن تیر فشرده شده و کشیده می‌شود. |  |  |
| The mode shapes of a cantilevered I-beam                                                                                               |  |  |
| |  |  |
| |  |  |

## آلیاژهای سبک در بسط دهنده سر تکان دهنده ارتعاش
آلیاژهای سبک کاربردهای بسیاری در صنعت دارد. به عنوان مثال سیستم‌های تست ارتعاش (به انگلیسی: Vibration Testing)، یکی از دستگاه‌هایی است که می‌تواند انواع ارتعاشات را با آن شبیه‌سازی نمود و در آن از این نوع آلیاژها استفاده شده است. بسط‌دهنده سر تکان‌دهنده ارتعاش (به انگلیسی: Vibration Head Expander) صفحه‌ای جهت انتقال ارتعاشات در فرکانس‌های مختلف می‌باشد.

### کلیات
آلومینیوم از جمله  فلزات سبک و پر کابرد در صنعت می‌باشد که به علت وزن مناسب در طراحی بسط دهنده سر تکان دهنده ارتعاش استفاده می‌شود. لیکن با توجه به اینکه در سیستم‌های تست ارتعاش، انتقال فرکانس با کمترین فرکانس تشدید مورد نیاز می‌باشد، استفاده از آلیاژ سبک منیزیم به دلیل وزن کم و خواص ارتعاشی بهتر، قابل اعتماد و بهینه‌تر می‌باشد تا فرکانس‌های بازه‌های ۵ تا ۲۰۰۰ هرتز را به مجموعه تحت تست انتقال دهد.

### نتایج
با بررسی و مقایسه خواص مکانیکی این دو فلز سبک یعنی آلومینیم و منیزیم در می‌یابیم، مدول الاستیسیته آلومینیوم ۷۲ و برای منیزیم ۴۵ بوده و ضریب پواسون برای آلومینیم ۰٫۳۳ و برای منیزیم ۰٫۳۵ است. همچنین چگالی آلومینیم ۲۸۱۰ و برای منیزیم ۱۷۷۰ می‌باشد.
در تست ارتعاش در فرکانس‌های پایین‌تر از ۱۰۰ هرتز استفاده از بسط دهنده سر تکان دهنده ارتعاش آلومینیمی به علت وزن و قیمت بیشتر مورداستفاده است.
در تست ارتعاش در در فرکانس‌های بالاتر از ۱۰۰ هرتز استفاده از بسط دهنده سر تکان دهنده ارتعاش منیزیومی به علت وزن و پاسخ فرکانسی بهتر استفاده می‌شود لیکن به علت قیمت بالای این فلز سبک، قیمت ساخت بسط دهنده سر تکان دهنده ارتعاش با این فلز سبک منیزیم بیشتر می‌گردد.